# Силас Уамангитука
Силас Катомпа Мвумпа (на френски: Silas Katompa Mvumpa) известен по-рано като Силас Уамангитука Фунду (на френски: Silas Wamangituka Fundu) или просто Силас е конгоански футболист, играещ като полузащитник за сръбския Цървена звезда и националния отбор на ДР Конго. 

## Успехи
ДР Конго
- Купа на африканските нации 2023
  - 4-то място (1): 2024